# Добровільський заказник
Добровільський — ентомологічний заказник місцевого значення. Об'єкт розташований на території Близнюківської селищної громади Лозівського району Харківської області, поблизу села Новоукраїнка.
Площа — 5 га, статус отриманий у 1984 році.
Охороняється ділянка розташована в улоговині серед сільськогосподарських угідь, де трапляються комахи, приурочені до лучної, болотної та рудеральної рослинності. Серед комах виявлено декілька рідкісних видів, занесених до Червоної книги України: рофітоїдес сірий, джмелі вірменський та глинистий), а також регіонально рідкісні (мелітурга булавовуса), в тому числі запилювачі.